# Медар, Максим
Максим Медар (фр. Maxime Médard, род. 16 ноября 1986 в Тулузе) — французский регбист, выступавший на позиции фул-бэка.

## Биография

### Клубная карьера
Начинал свою карьеру в команде «Бланьяк». В 2000 году вошёл в систему клуба «Тулуза», за основную команду которой играл с 2004 по 2022 год.

### Карьера в сборной
Дебют в сборной Жюльена состоялся в 2008 в тест-матче против Аргентины в рамках Кубка шести наций. В 2011 году он попал на чемпионат мира, где стал серебряным призёром. Был в составе сборной и на чемпионате мира в 2019 году, после чего завершил карьеру в сборной.

## Достижения

### Клубные
- Чемпион Франции: 2008, 2011, 2012, 2019, 2021
- Обладатель Кубка Хейнекен: 2005, 2010, 2021

### В сборной
- Серебряный призёр чемпионата мира: 2011